# Моріс Девіль
Моріс Девіль (люксемб. Maurice Deville, нар. 31 липня 1992, Зулінген) — німецький і люксембурзький футболіст, нападник німецького клубу «Вальдгоф» і національної збірної Люксембургу.

## Клубна кар'єра
Син люксембурзького футболіста Франка Девіля і німкені, народився 31 липня 1992 року в німецькому Зулінгені. Вихованець юнацьких команд люксембурзького «Свіфта» та німецьких клубів «Укерат» і «Алеманія» (Аахен).
У дорослому футболі дебютував 2011 року виступами за команду клубу «Ельферсберг», в якій провів два сезони, взявши участь у 63 матчах чемпіонату. 
Згодом з 2013 по 2014 рік грав за «Саарбрюкен», після чого перейшов до «Кайзерслаутерна», де спочатку грав за другу команду клубу, а в сезоні 2015/16 провів 17 ігор за «основу», яка на той момент змагалася у другій Бундеслізі.
Протягом 2016—2017 років на умовах оренди захищав кольори третьолігового «Франкфурта», а влітку 2017 року став гравцем клубу «Вальдгоф» з Регіональліги, четвертого німецького дивізіону.

## Виступи за збірні
2007 року дебютував у складі юнацької збірної Люксембургу, взяв участь у 18 іграх на юнацькому рівні, відзначившись одним забитим голом.
Протягом 2009–2011 років залучався до складу молодіжної збірної Люксембургу. На молодіжному рівні зіграв у 8 офіційних матчах.
2011 року дебютував в офіційних матчах у складі національної збірної Люксембургу.

## Титули та досягнення
- Чемпіон Люксембургу (1):

«Свіфт»: 2022-23